# Milledgeville (Geórgia)
Milledgeville é uma cidade localizada no estado americano de Geórgia, no Condado de Baldwin.

## Demografia
Segundo o censo americano de 2000, a sua população era de 18.757 habitantes.
Em 2006, foi estimada uma população de 19.761, um aumento de 1004 (5.4%).

## Geografia
De acordo com o United States Census Bureau tem uma área de 52,4 km², dos quais 51,7 km² cobertos por terra e 0,7 km² cobertos por água. Milledgeville localiza-se a aproximadamente 101 m acima do nível do mar.

## Localidades na vizinhança
O diagrama seguinte representa as localidades num raio de 32 km ao redor de Milledgeville.